# Trio Maravilha
Trio Maravilha é uma série portuguesa de comédia da TVI que estreou em 2005. 
A série aproveitou o sucesso que três concorrentes da 1.ª edição da Quinta das Celebridades - reality show finalizado menos de dois meses antes - tiveram junto do público, a saber: José Castelo Branco, Alexandre Frota e Jorge Monte Real.

## Elenco
- Alexandre Frota
- José Castelo Branco
- Jorge Monte Real
- Carlos Areia
- Cristina Areia
- Adérito Lopes